# Alamaailman Vasarat
Alamaailman Vasarat – fińska awangardowa grupa rockowa założona w 1997 w Helsinkach. Muzyka Finów inspirowana jest między innymi muzyką klezmerską. Sami członkowie żartobliwie określają swą twórczość jako „kebab-kosher-jazz-film-traffic-punk-music”.

## Skład zespołu
W skład zespołu wchodzą:
- Jarno Sarkula – saksofony: sopranowy, altowy, tenorowy, basowy, klarnet, klarnet kontrabasowy, różne etniczne instrumenty dęte
- Erno Haukkala – puzon, tuba, puzon piccolo
- Miikka Huttunen – organy, fortepian, instrumenty klawiszowe, melodica
- Tuukka Helminen wiolonczela
- Marko Manninen – wiolonczela
- Teemu Hänninen – perkusja, instrumenty perkusyjne

## Dyskografia
Na dyskografię zespołu składają się następujące albumy:
- Vasaraasia (2000, Wolfgang Records)
- Käärmelautakunta (2003, Wolfgang Records)
- Kinaporin kalifaatti (z Tuomarim Nurmio) (2005, Johanna Kustannus Oy)
- Maahan (2007, Wolfgang Records)
- Huuro kolkko (2009, Laskeuma Racords)
- Valta (2012, Laskeuma Records)